# 巴依阿瓦提乡
巴依阿瓦提乡，是中华人民共和国新疆维吾尔自治区喀什地区岳普湖县下辖的一个乡镇级行政单位。

## 行政区划
巴依阿瓦提乡下辖以下地区：
乔喀村、阿孜乃巴扎村、库孜吕克村、阿热盖买村、喀力玛村、古勒巴格村、巴依阿瓦提村和喀勒马村。